# Schloss Kirrweiler
Schloss Kirrweiler in Kirrweiler im Landkreis Südliche Weinstraße war eine Wasserburg und späteres Schloss der Bischöfe von Speyer.

## Geschichte
Die früheste unrkundliche Erwähnung aus dem Jahr 1280, erstellt von Bischof Friedrich von Bolanden, nennt den Namen „in castro Kyrwilre“. Dann 1316 als „quartae partis castri nostri in Kirwiler“ nach der Bischof Emich von Leiningen die Burg an Ritter Dietrich von Kirrweiler, dem Edelknecht Walter von Schifferstadt und an Friedrich von Venningen übertrug. Die Venninger waren bis ins 16. Jh. bischöfliche Ministeriale auf der Burg. 1366 bestätigte Kaiser Karl IV. die Rechte und Besitzungen des Hochstifts am „castra Kirwilre“. Im 15. Jh. wurde die Burg als Amtssitz Verwaltungsmittelpunkt des Amtes und späteren Oberamtes Kirrweiler. Den Bauernkrieg und die Kriege des 17. Jahrhunderts überstand die Burg weitestgehend unbeschadet. Unter Bischof Damian Hugo von Schönborn wurde die Burg Kirrweiler ab 1720 schlossartig ausgebaut, wobei die mittelalterlichen Grundmauern beibehalten wurden. Das Ende des Schlosses besiegelte die Französische Revolution, das in der Folgezeit bis auf die Schaffnerei aus dem 18. Jh. abgerissen wurde.

## Anlage

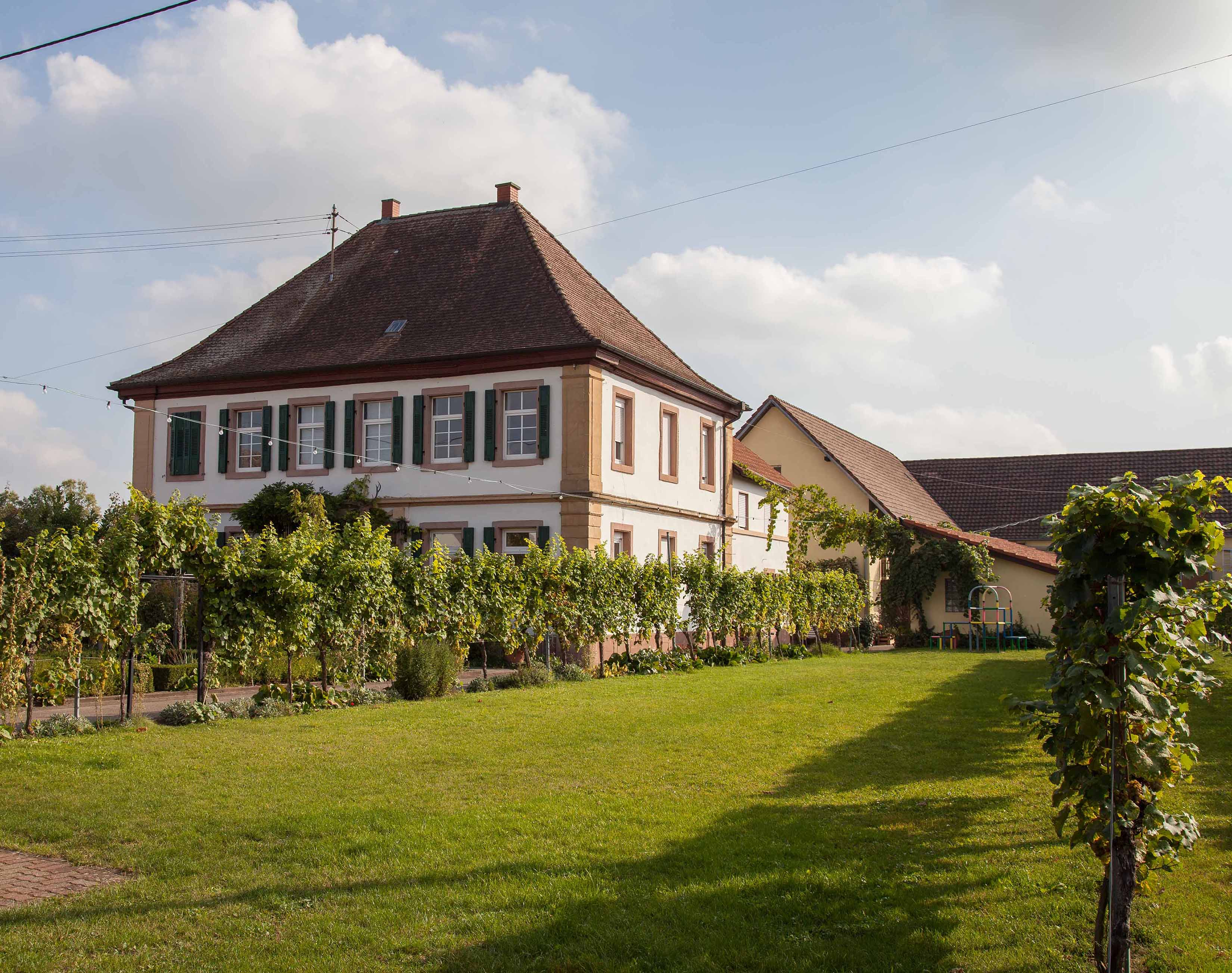
Schaffnerei

Dank erhaltener Pläne des 18. Jh. lässt sich die Anlage gut rekonstruieren. Das Schloss gliederte sich in eine annähernd kreisrunde Kernburg mit einem Durchmesser von ca. 40 m, der sich eine rechteckige Vorburg anschloss. Beide waren von Wassergräben umgeben. Auf der Südseite der Kernburg befanden sich offenbar vier massive Stützpfeiler. Nach dem Plan von 1720 bestand der Wohnbau der Kernburg aus zwei Flügeln mit einem Treppenturm. In den Plänen von 1743 und 1753 ist ein dritter Flügel zu sehen. Zur Vorburg hin bestand offenbar eine Brücke mit Torturm, die ihrerseits durch eine Brücke mit dem „Festland“ verbunden war. Auch von der Hauptinsel aus gab es in nördlicher Richtung eine Brücke zum Dorf.
Das einzige erhaltene Gebäude des Schlosses ist die ehem. Schaffnerei bzw. Amtshaus aus dem 18. Jh. (heute Weingut), die im Bereich der Vorburg stand. Darüber hinaus sieht man heute noch Reste der Umfriedungsmauer (Schlossgartenmauer). Auf die Existenz eines Schlossgartens weist der Straßennamen „Am Schloßgarten“ hin.